# Франсуа Брандт
Франсуа Брандт (нід. François Brandt, 29 грудня 1874 — 4 липня 1949) — нідерландський академічний веслувальник.
Олімпійський чемпіон 1900 року в складі розпашної двійки зі стерновим, бронзовий призер 1900 року в складі вісімки.